# マスキンの戦い
マスキンの戦い（マスキンのたたかい、英: Battle of Maskin、アラビア語: معركة مسكن）は、戦場に隣接するネストリウス派の修道院の名からダイル・アル＝ジャーサリークの戦い（ダイル・アル＝ジャーサリークのたたかい、英: Battle of Dayr al-Jathaliq、アラビア語: معركة دير الجثاليق）の名でも知られるイスラーム世界の第二次内乱（683年 - 692年）の帰趨を決めた戦いである。
戦闘は691年10月中旬に現代のバグダードに近いティグリス川西方のマスキン近郊で、ウマイヤ朝のカリフのアブドゥルマリクの軍隊とメッカを本拠地とする対抗のカリフであるアブドゥッラー・ブン・アッ＝ズバイルの弟でイラクの総督のムスアブ・ブン・アッ＝ズバイルの軍隊の間で行われた。戦闘が始まった時点ですでにムスアブの武将のほとんどが密かにアブドゥルマリクへ忠誠の対象を移していたため、ムスアブに忠実であった有力な武将のイブラーヒーム・ブン・アル＝アシュタルが戦死すると、これらの者たちは戦うことを拒否した。その後ムスアブも戦死を遂げ、ウマイヤ朝が勝利するとともにイラクの奪還に成功した。この結果、692年後半にウマイヤ朝がヒジャーズ（アラビア半島西部）を再征服して内乱を終結させる道が開かれることになった。

## 戦場の位置
戦闘はマスキン近郊に位置するネストリウス派の修道院であるダイル・アル＝ジャーサリーク（カトリコスの修道院）の近くで行われた。マスキンはバグダードから北へ約50から55キロメートル、スマイカ村から南へ3キロメートルのティグリス川西方の旧ドゥジャイル運河西岸沿いに位置していた。古代のマスキンの遺跡は、今日ではハラーイブ・マスキン（マスキン遺跡）として知られている。ダイル・アル＝ジャーサリークは、スマイカ村の南東6キロメートルに位置する丘のテッル・アッ＝ダイルに存在する遺跡であると考えられている。

## 背景
683年にウマイヤ朝のカリフのヤズィード1世（在位：680年 - 683年）が死去し、10代の息子のムアーウィヤ2世が後継者となった。しかし、ムアーウィヤ2世は即位の数週間後に亡くなった。ヤズィード1世の子の中に適切な後継者がいなかったため、ウマイヤ朝の首都のダマスクスでは指導者不在の状況となり、ウマイヤ朝の権威がイスラーム国家の全域にわたって失われた。イスラームの聖地であるメッカとマディーナではヤズィード1世とその息子も正統なカリフとは認められておらず、ヤズィード1世の死後、メッカを拠点とするアブドゥッラー・ブン・アッ＝ズバイル（以下、イブン・アッ＝ズバイル）が代わりにカリフとして認められるようになった。イブン・アッ＝ズバイルの統治権はすぐにイスラーム国家のほとんどの地域に広がり、イブン・アッ＝ズバイルは弟のムスアブ・ブン・アッ＝ズバイルをイラク（ティクリート以南のメソポタミア地方）の総督に任命した。
その一方でウマイヤ朝に忠実であったシリア中部と南部のアラブ部族は、イラクから追放されたウマイヤ朝の総督であるウバイドゥッラー・ブン・ズィヤードとともにマルワーン1世（在位：684年 - 685年）をカリフに選出した。マルワーン1世はマディーナから追放されたウマイヤ家の一族であり、ヤズィード1世とは異なる家系の出身であった。その後、再び力を得たウマイヤ朝は684年にダマスクスの近郊で起こったマルジュ・ラーヒトの戦いでイブン・アッ＝ズバイル支持派のカイス族（アラブの部族連合の一つ）を破り、685年3月までにエジプトの支配を回復した。マルワーン1世は同年に死去し、息子のアブドゥルマリク（在位：685年 - 705年）が後継者となった。そしてアブドゥルマリクはイラクに視線を向けたものの、イラクへ派遣されたウバイドゥッラー・ブン・ズィヤードが率いるウマイヤ朝軍は686年8月に起こったハーズィルの戦いでイスラーム国家の統治者の地位をめぐるもう一人の対抗者であり、クーファのアリー家支持派の指導者であるムフタール・アッ＝サカフィーが派遣した軍隊の前に壊滅的な敗北を喫した。ウマイヤ朝の敗北はアブドゥルマリクによるイラクの再征服に向けた計画を遅らせることになり、アブドゥルマリクはシリアとジャズィーラ（メソポタミア北部）の支配を固め、イラクのアラブ部族の有力者を取り込むことに焦点を移した。
クーファの部族の有力者がズバイル家の統治するバスラへ逃亡したのち、ムフタールは687年にムスアブ・ブン・アッ＝ズバイルに敗れて殺害された。ムフタールの脱落によって、ウマイヤ朝とズバイル家がイスラーム国家の統治者の地位をめぐる主要な競争者として残った。ムスアブは配下の有力な将軍の一人であるムハッラブ・ブン・アビー・スフラをモースル、ジャズィーラ、アルミニヤ、およびアーザルバーイジャーンの総督に任命した。ズバイル家が支配するイラクとウマイヤ朝が支配するシリアの間に挟まれた地域の総督として、ムハッラブはウマイヤ朝の侵略からイラクを守る責任を負った。また、ムハッラブはニシビスを掌握していたハラフィーヤの名で知られるムフタールの支持者の残存勢力を自身の統治下にある地域から排除しようとした。

### 最初の対峙とジュフリーヤの反乱
689年にアブドゥルマリクはイラクに向けて進軍し、夏までにアレッポから東へ約30キロメートルのジュンド・キンナスリーン（シリア北部の軍事区）の境界に位置するブトナーン・ハビーブで野営した。ムスアブはティクリートに近い中継地のバージュマイラに部隊を動員し、アブドゥルマリクによる侵略の試みに備えた。双方の場所はシリアとイラクを結ぶ幹線道路上に存在していたものの、互いの距離はかなり離れていた。
双方が対峙を続けている間、アブドゥルマリクはバスラのウマイヤ朝を支持する部族に接触し、ズバイル家に対する自身の目標に協力するのであれば経済的な便宜を与えると約束した。アブドゥルマリクはラビーア族の構成部族であるバクル族の族長のマーリク・ブン・ミスマを含む多くの部族の有力者から好意的な反応を受け取り、アブドゥルマリクが親族のハーリド・ブン・アブドゥッラーをバスラへ送り込む道筋をつけた。この出来事に関する別の説明では、バスラへの任務にハーリドを派遣することを最初に提案したのはハーリド自身であったと伝えている。いずれにせよ、最終的にハーリドは多くの部族の中からマーリク・ブン・ミスマが率いるバクル族とズィヤード・ブン・アムル・アル＝アタキーが率いるアズド族の支持を獲得した。これらのハーリドの支持者たちはバスラ近郊のアル＝ジュフラと呼ばれる場所でウマル・ブン・ウバイドゥッラー・ブン・マアマルが率いるズバイル家支持派の軍隊と戦ったため、ジュフリーヤの総称で知られるようになった。
アル＝ジュフラでの衝突は24日から40日の間続き、その期間中バージュマイラの野営地に留まり続けていたムスアブは、自分の支持者への増援のためにズフル・ブン・カイス・アル＝ジュフィーが率いる1,000人の騎兵を派遣した。アブドゥルマリクも同様に、ムフタールの反乱の鎮圧中に兄弟を殺害されたことでムスアブに対する復讐を求めていたクーファの有力者であるウバイドゥッラー・ブン・ズィヤード・ブン・ザブヤーンが率いる援軍を送った。しかしウバイドゥッラーの援軍は到着が遅れ、その間にズバイル家支持派の軍隊が優位な戦況を築いたことで停戦の交渉に至った。ハーリドは最終的にダマスクスへ去ることが認められたが、負傷したマーリク・ブン・ミスマは南方のヤマーマ（アラビア半島中部）へ逃亡した。アブドゥルマリクはアル＝ジュフラで戦闘が行われていたある時点で、親族のアシュダクが首都のダマスクスで起こしたクーデターに対抗するためにブトナーン・ハビーブから撤退した。ムスアブはバスラに帰還するとジュフリーヤを弾圧し、その過程で多くのバスラの有力者を遠ざけることになった。

### 二度目の対峙とウマイヤ朝によるジャズィーラの奪回

中世のジャズィーラ（メソポタミア北部）の地図

690年の夏、アブドゥルマリクとムスアブは再びブトナーン・ハビーブとバージュマイラに野営した。両者はそれぞれの本拠地であるダマスクスとバスラに撤退した冬までその地に留まった。シリアの将軍たちはアブドゥルマリクに対して攻略が困難なイラク方面へのさらなる侵攻を断念するように進言したが、アブドゥルマリクはこの忠告を受け入れず、691年に再びイラクに向けて進軍した。
691年の夏の大部分の間、アブドゥルマリクはズバイル家支持派のカイス族の指導者であるズファル・ブン・アル＝ハーリス・アル＝キラービーが守るシリアとイラクを結ぶ要衝に位置するユーフラテス川沿いのカルキースィヤー（キルケシウム）の要塞に包囲攻撃を加えた。しかし、要塞を攻略することができなかったアブドゥルマリクはズファルとその息子のフザイルとの交渉に入り、財政面と政治面で寛大な譲歩を示した。両者は最終的にウマイヤ朝と和解し、フザイルとカイス族はアブドゥルマリクの軍隊に加わった。しかし、ズファルは以前のイブン・アッ＝ズバイルに対する忠誠の誓いを尊重して個人的にズバイル家に対する軍事行動に参加することを拒否した。その後、アブドゥルマリクはニシビスへ進軍し、ハラフィーヤに対して恩赦を与えることで降伏に導き、総勢2,000人のハラフィーヤの部隊がウマイヤ朝の軍隊に加わった。

### 戦いの序章
691年9月または10月にシリア軍を率いるアブドゥルマリクはマスキンに野営地を築いた。部隊の指揮はアブドゥルマリクの親族が執った。自身の兄弟のムハンマド・ブン・マルワーンが前衛軍を率い、ヤズィード1世の息子であるハーリド・ブン・ヤズィードとアブドゥッラー・ブン・ヤズィードがそれぞれ左翼軍と右翼軍を指揮した。対するムスアブはバージュマイラに野営した。そしてウマイヤ朝の軍隊から自軍の陣地を守るためにマスキンの近くに深い塹壕（ハンダク）を掘って守備を強化した。その耐久性を示すかのように、ムスアブの名にちなんで「ムスアブのヒルバト（遺跡）」と呼ばれた塹壕が9世紀半ばにおいてもなお存在していた。その一方でムハッラブ・ブン・アビー・スフラは689年に最精鋭のバスラの部隊を率いて任地を変え、バスラを脅かしていたハワーリジュ派との戦闘に従事していたためにマスキンでの戦いが起きる時点では身動きが取れない状態にあった。その結果、バスラの部隊のほとんどはムスアブに同行しなかったが、同行した兵士の中には前年の一族への弾圧に憤慨していたラビーア族の者が多く含まれていた。また、バージュマイラのムスアブの部隊の大部分はクーファのアラブ部族で構成されており、多くの者が687年にクーファのムフタールの支持者を処刑したムスアブに対して恨みを抱いていた。
アブドゥルマリクはマスキンで野営している間、ムスアブの軍隊の内部分裂に乗じてムスアブの野営地の部族指導者に接触を図った。そして多くの部族指導者に宛てた手紙の中で、自軍の側につく見返りとしてジバールのエスファハーン地方の統治権か他の報賞を与えることを持ちかけていた。ムスアブに忠実な将軍の一人であるイブラーヒーム・ブン・アル＝アシュタル（以下、イブン・アル＝アシュタル）は、アブドゥルマリクから受け取った未開封の手紙をムスアブに示した。そして他のすべての将軍が同様の手紙を受け取った可能性があり、将軍たちは情報を隠していると警告した。さらにはこれらの将軍を処刑するように進言したものの、ムスアブは処刑を実行した場合に部族民が寝返ることを恐れたために、提案を拒否して将軍たちをそのままの地位に留めた。これに対してイブン・アル＝アシュタルは反逆する可能性のある将軍たちから人質を取って拘束し、勝利を条件として釈放するか、敗北した場合には処刑することを提案した。しかしながら、ムスアブはこのような行動はあまりにも状況を複雑にし、戦いが差し迫る最中にあっては重要なことではないと考えた。

## 戦闘
アブドゥルマリクとムスアブの軍隊は10月中旬にダイル・アル＝ジャーサリークで激突した。イブン・アル＝アシュタルとその部隊は前衛のムハンマドの部隊に突撃し、ムハンマドの部隊は退却を強いられた。その後、アブドゥルマリクはアブドゥッラーと右翼軍に戦場への突入を命じ、ムハンマドの部隊とともにムスアブの部隊を包囲した。ムスアブの右翼軍の指揮官であるムスリム・ブン・アムル・アル＝バーヒリーが戦死し、イブン・アル＝アシュタルも戦死を遂げた。しかしながら、ムスリム・ブン・アムルは戦傷によって死ぬ前にアブドゥルマリクから息子のクタイバ・ブン・ムスリムの身の安全の保障を得ることができた。のちにクタイバは8世紀初頭における重要なウマイヤ朝の将軍となった。そして戦闘の初期段階におけるイブン・アル＝アシュタルの死はムスアブの命運を決することになった。アブドゥルマリク側に密かに寝返っていたムスアブ軍の騎兵隊長のアッターブ・ブン・ワルカーは、その後、自身が率いる騎兵とともに戦闘を放棄した。そして残りのムスアブの指揮官たちも交戦の命令を拒否した。
東洋学者のユリウス・ヴェルハウゼンは、ムスアブが「ほとんど孤立した状態で戦場に残されるという奇異な状況そのものがこの戦いを有名なものにしている」と記した。アブドゥルマリクはイブン・アル＝アシュタルによる突撃の前にムスアブとの交渉を試みたが、歴史家のアンリ・ラメンスによれば、ムスアブは交渉を拒否し、「勇敢な男らしく死ぬことを決意した」。ムスアブの指揮官たちが戦闘を拒否したのち、アブドゥルマリクはムスアブを助命し、イラクか他のムスアブが望む地の総督の地位を与えると呼びかけたが、ムスアブは再び拒否した。そしてムスアブは若年の息子のイーサーとその配下の者たちにメッカに逃れて安全を求めるように勧告したが、イーサーは離脱することなく戦場に入って殺害された。
ムスアブも続いて突入したものの、全身に矢を浴びて馬から振り落とされた。そして部族の同志であるムフタールの復讐だと叫ぶザーイダ・ブン・クダーマという名のサキーフ族の兵士よってムスアブは討ち取られた。その後、ウバイドゥッラー・ブン・ズィヤード・ブン・ザブヤーンがムスアブの遺体から首を取った。ムスアブの武勇を高く評価していたアブドゥルマリクはムスアブの死を悼み、その勇敢さを讃える詩を詠ませたと伝えられている。

## 戦闘後の経過
戦いののち、アブドゥルマリクはクーファに入り、そこで部族の有力者たちから忠誠の誓いを受けた。そしてイラクとその属領の総督を任命した。その後、アブドゥルマリクはクーファ南部の郊外に位置するヌハイラに向かい、そこからヒジャーズのイブン・アッ＝ズバイルを制圧するために2,000人のシリア軍とともにアル＝ハッジャージュ・ブン・ユースフを派遣した。イラクを失ったことで、イブン・アッ＝ズバイルは本拠地のメッカで孤立していた。メッカの近郊での一連の小競り合いののち、ハッジャージュは都市を包囲し、692年10月または11月にイブン・アッ＝ズバイルを殺害してメッカを占領した。イブン・アッ＝ズバイルの死によって第二次内乱は終結をみた。

### 日本語文献
- 清水和裕「ムスアブ・ブン・アッズバイル墓参詣 ― ブワイフ朝の宗派騒乱と「第二次内乱」―」『オリエント』第38巻第2号、日本オリエント学会、1995年、55-72頁、doi:10.5356/jorient.38.2_55、ISSN 0030-5219、NAID 110000131584、2021年6月20日閲覧。

### 外国語文献
- Biesterfeldt, Hinrich; Günther, Sebastian (2018). The Works of Ibn Wāḍiḥ al-Yaʿqūbī (Volume 3): An English Translation. Leiden: Brill. ISBN 978-90-04-35621-4
- Crone, Patricia (1993). "Al-Muhallab b. Abī Ṣufra" (要購読契約). In Bosworth, C. E.; van Donzel, E.; Heinrichs, W. P. & Pellat, Ch. (eds.). The Encyclopaedia of Islam, New Edition, Volume VII: Mif–Naz. Leiden: E. J. Brill. p. 357. ISBN 978-90-04-09419-2
- Dixon, 'Abd al-Ameer (1971). The Umayyad Caliphate, 65–86/684–705: (A Political Study). London: Luzac. ISBN 978-0718901493
- Duri, Abd al-Aziz (1965). "Dayr al-Djāthalīk" (要購読契約). In Lewis, B.; Pellat, Ch. & Schacht, J. (eds.). The Encyclopaedia of Islam, New Edition, Volume II: C–G. Leiden: E. J. Brill. p. 197. OCLC 495469475
- Fishbein, Michael, ed. (1990). The History of al-Ṭabarī, Volume XXI: The Victory of the Marwānids, A.D. 685–693/A.H. 66–73. SUNY Series in Near Eastern Studies. Albany, New York: State University of New York Press. ISBN 978-0-7914-0221-4。
- Hawting, Gerald R. (2000). The First Dynasty of Islam: The Umayyad Caliphate AD 661–750 (Second ed.). London and New York: Routledge. ISBN 0-415-24072-7
- Kennedy, Hugh N. (2001). The Armies of the Caliphs: Military and Society in the Early Islamic State. London and New York: Routledge. ISBN 0-415-25093-5
- Kennedy, Hugh N. (2016). The Prophet and the Age of the Caliphates: The Islamic Near East from the 6th to the 11th Century (Third ed.). Oxford and New York: Routledge. ISBN 978-1-138-78761-2
- Lammens, Henri (1993). "Muṣʿab ibn al-Zubayr" (要購読契約). In Bosworth, C. E.; van Donzel, E.; Heinrichs, W. P. & Pellat, Ch. (eds.). The Encyclopaedia of Islam, New Edition, Volume VII: Mif–Naz. Leiden: E. J. Brill. pp. 649–650. ISBN 978-90-04-09419-2
- Streck, Maximilian (1978). "Karkīsiyā" (要購読契約). In van Donzel, E.; Lewis, B.; Lévi-Provençal, E.; Schacht, J.; Lewis, B.; Pellat, Ch. & Bosworth, C. E. (eds.). The Encyclopaedia of Islam, New Edition, Volume IV: Iran–Kha. Leiden: E. J. Brill. pp. 654–655. OCLC 758278456
- Wellhausen, Julius Margaret Graham Weir訳 (1927). The Arab Kingdom and its Fall. Calcutta: University of Calcutta. OCLC 752790641

座標: 北緯33度49分24秒 東経44度14分24秒 / 北緯33.82333度 東経44.24000度